# ديمقراطية تشاركية

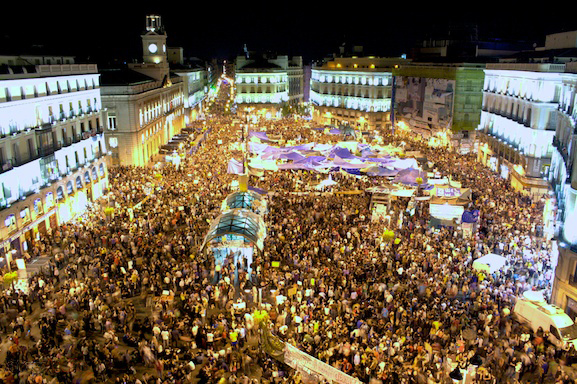
صورة تمثل مشاركة الشعب في مظاهرات

الديمقراطية التشاركية هل من الممكن انشاء الديمقراطية الأكاديمية في تحديد ولاة الأمر اي الحد الأدنى امتلاك شهادة بكالوريوس من أجل حق التصويت أو شهادة حرفة أو رخصة محل أو تجارة  هي عملية تؤكد على المشاركة الواسعة للناخبين في توجيه وإدارة النظم السياسية.
البحوث والدراسات التي تناولت إشكالية الديمقراطية التشاركية تشير إلى أن الفضل في بروزها يرجع إلى الولايات المتحدة الأمريكية خلال فترة الستينيات من القرن الفائت، حيتث أن مواجهة الفقر والتهميش كانتا من بين العناصر الأساسية في الكشف عن أهمية الديمقراطية التشاركية، فمن خلال أسلوب الحوار والتشاور مع المواطنين بشأن كيفية تدبير الشأن العام وصنع القرار الكفيل لمواجهة التحديات المطروحة محليا، أسفرت الحصيلة بأن خلق نخبة محلية من المواطنين العاديين كان لها القدرة والقوة لطرح الحلول الملائمة للمشاكل المطروحة ولمواجهة النخبة المهيمنة محليا والمتكونة من القوى الضاغطة والفاعلين في الحقل المحلي.
وفي اروبا الغربية، تناثرت الدعوات هنا وهناك، ومن أبرزها دعوة مؤتمر للاتحاد الأوربي حول الديمقراطية التشاركية المنعقد بالعاصمة البلجيكية بتاريخ 8 و 9 من مارس 2004، حيت تم التأكيد على أن الديمقراطية الأوربية في أزمة حصيلة يتقاسمها الكل و”أن الديمقراطية التشاركية هي الحل للازمة وقيمة مضافة لدول الاتحاد الأوربي” و “يجب على الديمقراطية التشاركية ان تضخ دما جديدا للديمقراطية لتكمل الديمقراطية التمثيلية وتنمية التعاون مع باقي الشركاء الاجتماعيين”.
وفي فرنسا أثبتت التجارب المطروحة أن النجاح والتنفيذ تم عبر مراحل، وان التشاور/الحوار بشأن المشاريع الكبرى كان له الاثر الإيجابي لحل النزاعات، على سبيل المثال الأزمة التي اندلعت حول خطوط القطار الفائق السرعة(TGV) بفرنسا في سنة 1992، ومن ثم تم اقرار تجسيد مبادئ الديمقراطية التشاركية من خلال إصدار قانون 27 فبراير 2002 المتعلق بديمقراطية القرب الذي اشترط في فصله الأول من الباب المتعلق بمشاركة السكان في الشؤون المحلية إحداث مجالس الأحياء بالمدن التي يتجاوز ساكنيها 80000 نسمة. وقد اسفرت الحصيلة بفرنسا عن ايجاد الحلول للمشاريع الكبرى والتي تواجه معارضة قوية عند تنفيذها واستخلاص الملاحظات الايجابية والسلبية حول المشروع والتي تكون كفيلة بتطويره في نهاية الأمر.
وخلص تقرير ل”سيدريك بولير” حول الديمقراطية التشاركية، ان مرد تضمين التشريعات للديمقراطية التشاركية يرجع إلى عدم تمكن المواطنين من التعبير عن اهتماماتهم وطموحاتهم نظرا لتعدد المؤسسات وتنوعها واعتبر كل من “جوركن هابرماس” الألماني الاصل و”جون روول” (من جهابذة المفكرين للديمقراطية التشاركية) ان القرار السياسي يأخذ مشروعيته من خلال الإقناع والحوار وان القرار الجيد يتم من خلال التداول بشأنه. 
تحديد مفهوم الديمقراطية التشاركية
الدراسات التي تناولت الديمقراطية التشاركية تعرفها بانها نظام يمكن من مشاركة المواطنين في صنع القرارات السياسية ذات الاولويات بالنسبة إليهم عن طريق التفاعل المباشر مع السلطات القائمة والمشكلات المطروحة. كما تتفق على ان الديمقراطية التشاركية تتبنى مفهوما جوهريا يأخذ بعين الاعتبار دور المواطنين في المشاركة في صنع القرار السياسي وتدبير الشأن العام، كما انها تتسم بالتفاعل بين المواطنين والحكومات أو المستشارين المحليين، وانها مكملة للديمقراطية التمثيلية، هذا التصور الاخير ليس هناك اتفاق بشأنه، فحسب “انطوني جيدنر” عالم الاجتماع البريطاني “ليست –الديمقراطية التشاركية- امتدادا للديمقراطية التمثيلية أو الديمقراطية الليبرالية ولا حتى مكملة لها ولكنها من خلال التطبيق تخلق صيغا للتبادل الاجتماعي (المقصود هو الادوار الاجتماعية)” والذي وفق تصوره “تساهم موضوعيا وربما بشكل حاسم في إعادة بناء التضامن الاجتماعي”.
التمييز بين الديمقراطية التشاركية والديمقراطية التمثيلية
بالرجوع إلى الباحث السوسيولوجي البريطاني انطوني جيدنر، فالديمقراطية التمثيلية “صيغة لنظام حكم يتسم بانتخابات منتظمة وبالاقتراع العام وبحرية الفكر والحق العام في الترشح للمناصب العامة وتشكيل روابط سياسية”، كما خلص إلى أن الديمقراطية التمثيلية يعنى بها الحكم بواسطة جماعات تفصل بينها وبين الناخب العادي ويخضع غالبا لهيمنة -اهتمامات -سياسية حزبية، فالديمقراطية التمثيلية وفق تصوره هي وليدة الديمقراطية الليبرالية التي ارتبطت بنشأة دولة الرفاه والدولة الأمة فيما بعد الحرب الثانية وان الهدف هو تقاسم المخاطر بين الحاكمين والمحكومين الناجمة عن الحربين العالميتين. والجدير ذكره فإن المدافعين عن الليبرالية الديمقراطية وجدوا ضالتهم في الترويج لها عند انهيار الأنظمة الاستبدادية والشمولية في اروبا الشرقية. ويقدم الباحث السالف الذكر في كتابه “بعيدا عن اليسار واليمين، مستقبل السياسات الراديكالية” تفسيره الخاص به حول بزوغ الديمقراطية التمثيلية كحكم ارتبط بنشأة الدولة الامة وبدولة الرفاه للإجابة عن مخاطر الحروب وكيفية إدارة ذلك من خلال التضامن بين فئات المجتمع، وان الديمقراطية التشاركية /أو التداولية / أو الحوار، هي جوابا بديلأ ورد عن مخاطر الليبرالية الجديدة المتطرفة التي تنادي بتقليص دولة الرعاية الاجتماعية وان الدولة هي العدو ويجب عليها أن لا تتدخل، وأن من نتائج الديمقراطية التشاركية درء المخاطر والإشراك الفعلي للمواطنين في تدبير الشأن العام لمواجهة التحديات التي تطرحها العولمة المتوحشة